# Fêtes et jours fériés en Autriche

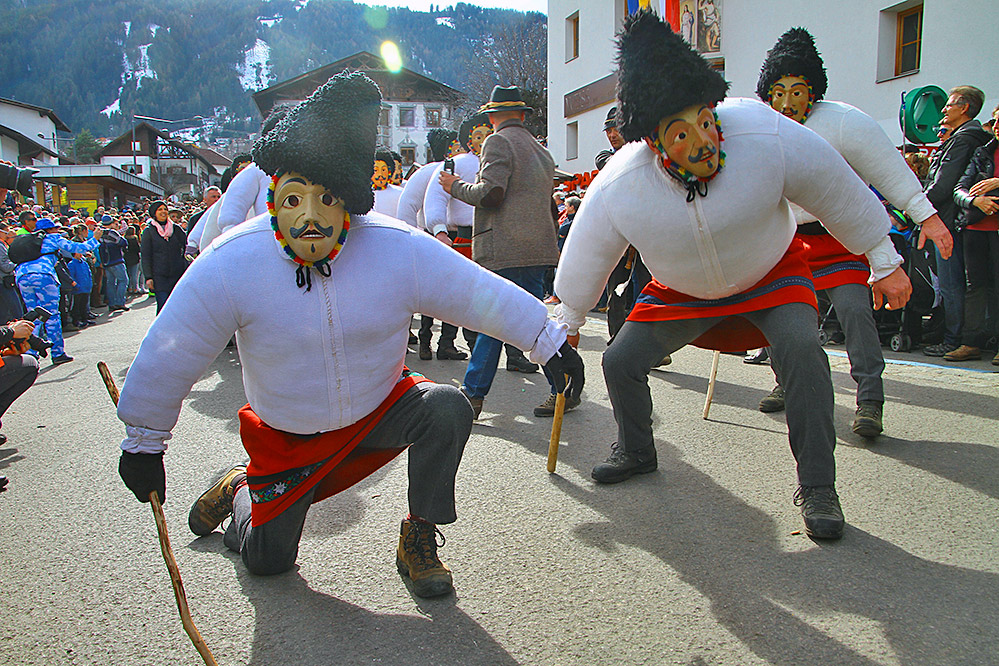
Wampeler lors du Carnaval d'Axams 2019.

Les fêtes et jours fériés en Autriche sont pour la plupart issues de traditions folkloriques ou religieuses,.

## Jours fériés
Les jours fériés selon la loi fédérale sont régis par la loi sur le repos du travail et la loi sur le repos des vacances. Sur la base de l'article 7 de la loi sur la période de repos, il y a 13 jours fériés pour tout le monde. L'article 7a de la loi sur le repos au travail garantit également aux employés un jour supplémentaire par an, qu'ils peuvent consommer unilatéralement comme jour de vacances, ce que l'on appelle familièrement un «jour férié personnel» (Persönlicher Feiertag).
Sur les 13 jours fériés, huit sont basés sur le Concordat entre la République d'Autriche et le Saint-Siège, qui a été signé au Vatican le 5 juin 1933 et est entré en vigueur le 1er mai 1934 sous le chancelier fédéral Engelbert Dollfuss. Le Concordat protège les huit jours fériés suivants en plus des dimanches : Jour de l'an (1er janvier), Épiphanie (6 janvier), Ascension, Fête-Dieu, Assomption (15 août), Toussaint (1er novembre), la fête de l'Immaculée Conception (8 décembre) et le jour de Noël (25 décembre).
| Date         | Nom français                            | Nom local           | Notes |
| ------------ | --------------------------------------- | ------------------- | --- |
| 1er janvier  | Jour de l'an                            | Neujahr             | |
| 6 janvier    | Épiphanie                               | Heilige Drei Könige | |
| date mobile  | Lundi de Pâques                         | Ostermontag         | |
| 1er mai      | Journée internationale des travailleurs | Staatsfeiertag      | |
| date mobile  | Ascension                               | Christi Himmelfahrt | 39 jours après le dimanche de Pâques.                                                                      |
| date mobile  | Lundi de Pentecôte                      | Pfingstmontag       | Descente du Saint-Esprit sur les apôtres, 49 et 50 jours après la résurrection du Christ.                  |
| date mobile  | Fête-Dieu                               | Fronleichnam        | Première Sainte Eucharistie. Jeudi après le dimanche de la Trinité (60 jours après le dimanche de Pâques). |
| 15 août      | Assomption de Marie                     | Mariä Himmelfahrt   | |
| 26 octobre   | Fête nationale                          | Nationalfeiertag    | jour de la déclaration de neutralité.                                                                      |
| 1er novembre | Toussaint                               | Allerheiligen       | |
| 8 décembre   | Fête de l'Immaculée Conception          | Mariä Empfängnis    | les magasins de détail sont autorisés à ouvrir pour les achats de Noël.                                    |
| 25 décembre  | Noël                                    | Christtag           | |
| 26 décembre  | Fête de la Saint-Étienne                | Stefanitag          | |

## Jours fériés locaux
Des jours supplémentaires sont observés dans certains États ou industries. Vous trouverez ci-dessous les jours fériés observés dans certains États fédéraux.
| Date                 | Nom français                    | Nom local               | Land concerné                                                                          |
| -------------------- | ------------------------------- | ----------------------- | -------------------------------------------------------------------------------------- |
| 19 mars              | Fête de la Saint Joseph         | Josefstag               | Carinthie, Styrie, Tyrol et Vorarlberg                                                 |
| 2 jours avant Pâques | Vendredi saint                  | Karfreitag              | Tous les états, reconnus comme jour férié bancaire, mais pas comme jour férié fédéral. |
| 4 mai                | Fête de Saint Florian           | Florian                 | Haute-Autriche                                                                         |
| 24 septembre         | Fête de Saint Rupert            | Rupert                  | Salzburg                                                                               |
| 10 octobre           | Journée du vote populaire       | Tag der Volksabstimmung | Carinthie                                                                              |
| 11 novembre          | Fête de la Saint-Martin         | Martin                  | Burgenland                                                                             |
| 15 novembre          | Fête de la Saint-Léopold        | Leopold                 | Basse-Autriche et Vienne                                                               |
| 24 décembre          | Réveillon de Noël               | Weihnachten             | Tous les états, reconnus comme jour férié bancaire, mais pas comme jour férié fédéral. |
| 31 décembre          | Réveillon de la Saint-Sylvestre | Silvester               | Tous les états, reconnus comme jour férié bancaire, mais pas comme jour férié fédéral. |